# Pawieł Pletienskoj
Pawieł Wasiljewicz Pletienskoj (ros. Павел Васильевич Плетенской, ur. 27 sierpnia 1918 we wsi Krinica obecnie w rejonie ostrorożskim w obwodzie woroneskim, zm. 7 lutego 2000 w Klinie) – radziecki wojskowy, kapitan, Bohater Związku Radzieckiego (1945).

## Życiorys
Urodził się w rodzinie chłopskiej. Skończył 7 klas, w 1939 został powołany do Armii Czerwonej, od czerwca 1941 uczestniczył w wojnie z Niemcami. Walczył na Froncie Zachodnim, Briańskim, Stalingradzkim, Dońskim, Centralnym, 1 i 2 Ukraińskim oraz 1 Białoruskim. Był dwukrotnie ranny. W 1942 został członkiem WKP(b). Brał udział m.in. w bitwie pod Stalingradem. Był dowódcą baterii działek przeciwpancernych 1 batalionu 15 Brygady/34 Gwardyjskiej Brygady, walczył w bitwie pod Kurskiem, gdzie dowodzona przez niego bateria zadała wrogowi duże straty. Później uczestniczył w operacji korsuń-szewczenkowskiej i humańsko-botoszańskiej. Szczególnie wyróżnił się w walkach na terytorium Polski walcząc w składzie 1 batalionu 34 Gwardyjskiej Brygady 12 Gwardyjskiego Korpusu Pancernego 2 Gwardyjskiej Armii Pancernej w stopniu kapitana gwardii. 21 stycznia 1945 wraz z batalionem brał udział w walkach o Inowrocław, a 24 stycznia o Czarnków, docierając na Noteci do przedwojennej granicy polsko-niemieckiej, według oficjalnych danych niszcząc wówczas wraz z baterią do 15 stanowisk ogniowych wroga, 25 samochodów i do stu niemieckich żołnierzy i oficerów. Otrzymał za to tytuł Bohatera Związku Radzieckiego. W 1945 ukończył wyższą szkołę artylerii, w 1946 został zwolniony do rezerwy.

## Odznaczenia
- Złota Gwiazda Bohatera Związku Radzieckiego (27 lutego 1945)
- Order Lenina
- Order Czerwonego Sztandaru
- Order Wojny Ojczyźnianej I klasy (dwukrotnie)
- Order Wojny Ojczyźnianej II klasy
- Order Czerwonej Gwiazdy

I medale.